# Rivière Miskomin
Pour les articles homonymes, voir Miskomin.
La rivière Miskomin est un affluent du chenal de l’Ouest de la rivière Bell, coulant dans le territoire de Eeyou Istchee Baie-James (municipalité), dans la région administrative du Nord-du-Québec, au Québec, au Canada.
La foresterie constitue la principale activité économique du secteur ; les activités récréotouristiques, en second. La surface de la rivière Miskomin est généralement gelée du début décembre à la fin avril.
La route forestière R1000 (menant vers le Nord-Ouest) coupe la partie supérieure du cours de cette rivière.

## Géographie
Les bassins versants voisins de la rivière Miskomin sont :
- côté nord : rivière Bell, chenal de l'Ouest (rivière Bell) ;
- côté est : rivière Bell, rivière Bigniba, rivière Kâhokikak,
- côté sud : rivière Bigniba, rivière Laflamme ;
- côté ouest : rivière Daniel, ruisseau Kâpiskagamacik, Rivière de l'Esturgeon (rivière Bell), rivière des Indiens (rivière Bell).

La rivière Miskomin prend naissance dans la partie Sud de Eeyou Istchee Baie-James (municipalité), en Jamésie, de petits ruisseaux forestiers (altitude : 306 m). Cette source est située à 2,6 km à l’Est de la source du ruisseau Kapiskagamacik.
Le cours de la rivière Miskomin coule sur 21,9 km selon les segments suivants :
- 8,0 km vers le Nord-Est en recueillant plusieurs ruisseaux, jusqu’au pont de la route forestière R1000 ;
- 7,6 km vers le Nord en formant un crochet vers l’Est, jusqu’à un ruisseau (venant du Sud-Ouest) ;
- 6,3 km vers le Nord dans une zone élargie de la rivière, jusqu’à sa confluence[2].

La rivière Miskomin se déverse sur la rive Sud-Ouest du chenal de l'Ouest (rivière Bell) lequel contourne par le Sud l’île Canica (longueur : 25,6 km ; largeur : 11,1 km). Cette île est délimitée au Sud-Est par la rivière Laflamme et au Nord-Est par la rivière Bell.
À partir de la confluence de la rivière Miskomin, le chenal de l'Ouest (rivière Bell) remonte vers le Nord-Ouest pour rejoindre la rivière Bell. Cette dernière coule vers l’Ouest en traversant le lac Taibi, puis vers le Nord jusqu’à la rive Sud du lac Matagami. Cette dernière se déverse à son tour dans la rivière Nottaway, un affluent de la Baie de Rupert (Baie James).
La confluence de la rivière Miskomin avec le chenal de l'Ouest (rivière Bell) est à :
- 3,9 km au Nord-Ouest de l’embouchure de la rivière Bigniba ;
- 15,6 km à l’Ouest de l’embouchure de la rivière Laflamme ;
- 7,5 km au Nord-Est de la route forestière R1000 ;
- 15,5 km au Sud-Ouest de la voie ferrée menant à Matagami ;
- 51,6 km au Sud-Est du centre-ville de Matagami ;
- 42,3 km au Nord-Ouest du centre du village de Lebel-sur-Quévillon.

## Histoire
Le terme "Miskomin" est d’origine algonquine, signifiant « framboises ». Ce terme est parfois utilisé comme prénom.[réf. nécessaire] Le toponyme « Miskomin » a été officialisé le 25 avril 1990 à la Commission de toponymie du Québec.